# Homossexualidade na China

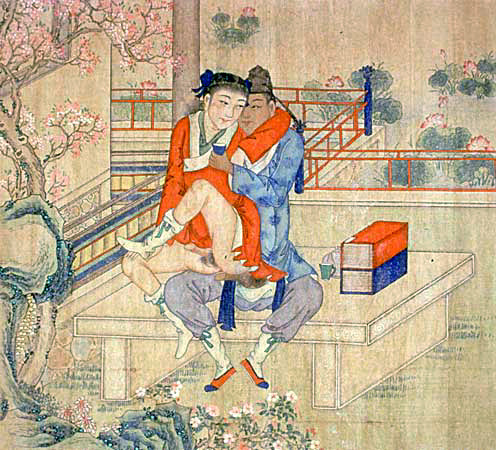
Representação de dois jovens homossexuais durante o chá. Pintura em seda sobre um rolo. Dinastia Qing (Séculos XVII e XIX), no Instituto Kinsey, Bloomington, Indiana, Estados Unidos

A situação da homossexualidade na China é relativamente ambígua em um contexto atual, embora haja muitos exemplos de tal prática em muitas dinastias ao largo da história. 

## Terminologia
Nos tempos antigos, termos para expressar a homossexualidade incluíam "a paixão da manga cortada" (断袖之癖, Mandarin, Pinyin: duànxiù zhī pǐ) e "o pêssego mordido" (分桃 Pinyin: fēntáo). Outros termos menos obscuros são "tendência para os homens" (男風 Pinyin: nánfēng), "Irmãos unidos" (香火兄弟 Pinyin: xiānghuǒ xiōngdì), e a "paixão de Longyang" (龍陽癖 Pinyin: lóngyángpǐ), este último refere-se a uma piada sobre o Duque de Longyang do Período dos Reinos Combatentes.
As expressões formais para "homossexualismo/homossexual" são tongxinglian (同性戀, Pinyin: tóngxìngliàn, significa literalmente, relações homossexuais/amor pelo mesmo sexo) e tongxinglian zhe (同性戀者, Pinyin: tóngxìngliàn zhě, pessoas homossexuais). Ao invés dessa palavra Tongzhi é mais frequentemente usada pela comunidade gay chinesa. Tongzhi (ao pé da letra significa 'companheiro') que foi primeiramente adotada por pesquisadores de Hong Kong em seus estudos iniciais sobre a sexualidade naquela região, passou a ser usada como jargão no mandarim para referir-se aos homossexuais, enquanto no Cantonês é usado gei, adaptação do inglês Gay. O termo gay é às vezes considerado ofensivo quando usado por heterossexuais e até mesmo por homossexuais, dependendo da situação. Um outro termo usado popularmente, mas não tão frequentemente, é boli  (玻璃, Pinyin: bōli, 'cristal'). Entre os estudantes universitários gays, o acrônimo '"datong"' (大同, Pinyin: dàtóng, utopia) está se tornando popular. Datong é a abreviatura de daxuesheng tongzhi (universitários homossexuais).
As lésbicas geralmente se denominam lāzi (拉子) ou lālā (拉拉). Esses dois termos são abreviaturas da transliteração do termo de língua inglesa lesbian. Ambos os termos são usados com frequência na China continental.

## As visões tradicionais da sociedade chinesa sobre a homossexualidade

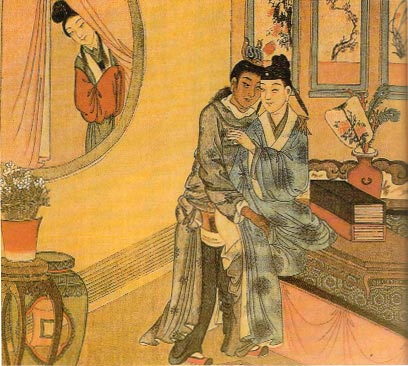
Uma mulher espionando um casal de amantes homossexuais

Todas as grandes religiões na antiga China possuíam algum tipo de códice que tradicionalmente tem sido interpretado como sendo contrário à homossexualidade quando esta interfere na continuação da linhagem da família. Diferente do Cristianismo, essas grandes religiões e as tradicionais filosofias chinesas tendiam a ser neutras com relação à homossexualidade.
O Confucionismo diz que tanto o homem quanto a mulher devem se comportar de acordo com o tradicional papel social de gênero. As escrituras do Confucionismo não incluem os homossexuais na lista de pecadores. 
O Taoismo destaca o equilíbrio que deve haver entre Yin e Yang, as forças complementares feminina e masculina respectivamente. Acredita-se que uma relação entre dois homens (Yang com Yang) pode resultar para ambos enfraquecimento e até mesmo doença. Nesse caso não houve a  harmonia que é alcançada através da relação entre Yin e Yang. Em um relacionamento lésbico (Yin com Yin), não haveria perda de energia, uma vez que esta é inesgotável nas mulheres. Alguns taoistas argumentam que embora todo homem seja por natureza Yang (força masculina), ele também pode apresentar traços de Yin (força feminina). Alguns homens podem ter muito Yin em si e desse modo a presença de um comportamento considerado feminino poderia ser vista como algo natural. Sob esse ponto de vista, a homossexualidade seria algo natural, variando de acordo com o equilíbrio das forças Yin e Yang. A opinião dos taoistas modernos costuma variar individualmente acerca do tópico da homossexualidade.
Algumas escolas taoistas buscaram ao longo da história emular princípios budistas,incluindo preceitos acercas do que seria má conduta sexual. Consequentemente a doutrina de algumas escolas considerou a homossexualidade como má conduta sexual..
As ideias de Chuang-Tzu (庄子), um dos filósofos taoistas mais influentes da China, têm como bases a liberdade de pensamento e a naturalidade. Dessa forma, algo visto como "fora do comum" seria poderia em tese ser na realidade "natural", pois seguiria uma ordem igualmente natural das coisas.
Embora alguns de seus textos citem a homossexualidade como má conduta sexual, o Budismo não costuma lidar com a sexualidade dos leigos, sua doutrina estabelece que as paixões são fonte de infelicidade e dificultam a iluminação e o Nirvana; os fiéis devem moderar os seus instintos, entre eles o sexual, independentemente das orientações de cada indivíduo.

## Homossexualidade na literatura
Outra coisa marcante na antiga cultura chinesa era a importância dada à amizade entre pessoas do mesmo sexo. Há muitos exemplos em romances clássicos, é o caso de Water Margin, um livro sobre amizades masculinas profundas e duradouras. Tais vínculos eram geralmente baseados no companheirismo entre soldados em tempos de guerra e não na homossexualidade. Entretanto, outras obras retratavam muito mais que meras relações platônicas. No romance da dinastia Qing (século XVIII) O Sonho da Câmara Vermelha há exemplos de práticas envolvendo homens tanto homo como heterossexuais.
Muita da antiga poesia chinesa era escrita em voz feminina e descrevia relacionamentos quase sexuais entre meninas na adolescência, antes que elas fossem separadas pelo casamento. Entre os poetas, alguns também usavam a narrativa feminina para lamentar o seu abandono pelo companheiro ou rei. 
Em 1944, o professor Sun Cizhou (孫次周) publicou um trabalho afirmando que um dos mais famosos poetas da China Antiga, Qu Yuan (屈原) , era um amante de seu rei. O estudioso citou um poema do autor para sustentar sua opinião. Na obra mais importante de Qu Yuan, Li Sao, ('Dor da partida'), o autor se denomina mei ren (um belo homem) (ou mulher, 美人 Pinyin: měirén). A palavra que ele usou para descrever seu rei era a mesma usada naquela época pelas mulheres para referir-se aos seus amantes.
Há ainda uma tradição da literatura erótica, que é menos conhecida porque a maioria das obras foram eliminadas na queima de livros periódicos que ocorreram ao longo da história chinesa. Entretanto, alguns manuscritos isolados sobreviveram, sendo um dos mais importantes os da antologia Bian er chai (弁而釵), ('Capa sem alfinete' ou 'O alfinete de uma dama sob a capa de um homem'), uma série de quatro pequenas histórias em cinco capítulos, sobre paixão e sedução. A primeira, chamada "Crônica de um amor leal", descreve um professor de vinte anos que persegue um estudante de quinze e um grupo de jovens servas. Um outro conto, "Qing Xia Ji" (淸侠妓), (Memória de um herói apaixonado), o protagonista, Zhang, um soldado corajoso que tem duas esposas guerreiras, é seduzido por seu jovem amigo Zhong, uma situação considerada inusitada, já que o costume era  que o homem mais velho tomasse a iniciativa. A obra foi publicada numa única edição entre 1630 e 1640.
Mais recentemente, Ding Ling, uma autora que vivia na China da década de 1920, foi uma importante e polêmica feminista. Acredita-se que suas obras continham teor homossexual e bissexual. Sua obra mais famosa é  Shāfēi Nǚshì de rìjì (莎菲女士的日記) ('O diário da senhorita Sofia'), um trabalho onde a autora expressa a sexualidade feminina e o desejo sexual por outra mulher. Além disso, uma outra autora contemporânea, Huang Biyun (黄碧云, Cantonês: Wong Bikwan), escreve a partir de uma perspectiva lésbica em sua história "Ela é uma mulher jovem e eu também" (她是女士，我也是女士).

## História

### China antiga

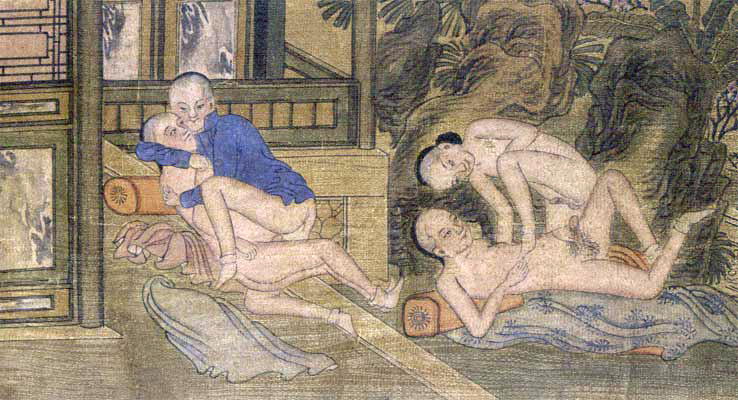
Jovens envolvidos num jogo erótico; Aquarela sobre rolo de papel do final do século XIX, dinastia Qing, Pequim., Coleção privada

Há registros da prática de homossexualidade na China desde os tempos antigos. Um exemplo são as expressão estereotipadas que fazem alusão ao homossexualidade, yútáo e duànxiù (余桃 断袖). Yútáo  ou "A sobra do pêssego/pêssego mordido", citado por Han Fei, fala sobre Mi Zixia (彌子瑕), um rapaz de rara beleza, logo virou um objeto de desejo do Duque Ling de Wei (卫灵公). Conta-se que um dia Mi dividiu com o Duque um delicioso fruto que já fora mordido por ele, o Duque apreciou o gesto (embora, uma vez que Zixia tornou-se adulto, e perdeu sua beleza, o Duque lembrou do episódio e disse que o jovem havia sido falso com ele). Duànxiù ('rasgando a manga')  refere-se ao ato do imperador Ai Di da dinastia Han, que cortou sua manga sobre a qual dormia seu adorado amante Dongxian, fez isso para não acordá-lo.
As pesquisas de Pan Guangdan (潘光旦) indicaram que quase todos os imperadores da dinastia Han tinham um ou mais parceiros sexuais homens. Também há descrições de lésbicas em alguns livros de história. Acredita-se que a homossexualidade era popular nas dinastias Sung, Ming e Qing. Os homossexuais chineses nunca sofreram grandes perseguições em comparação aos homossexuais da Europa cristã durante a Idade Média até o século XIX.
Em algumas áreas o amor homossexual era particularmente apreciado. Durante a dinastia Ming havia uma piada muito popular que dizia que a província de Fujian era o único lugar onde a classe alta prosperou graças ao comércio de cortesãos masculinos. Contudo, escritores de Fujian não gostaram desse clichê. Xie Zhaozhe (1567–1624) escreveu que de Jiangnan e Zhejiang até Pequim e Shanxi, não havia ninguém que não sabia dessa afeição aos homossexuais. Até os missionários jesuítas europeus como Matteo Ricci (1552–1610) que registrou esse fato e o que eles julgavam como sendo "perversões anormais", lamentando que sua prática era frequente e de natureza pública. O historiador Timothy Brook escreveu que essa não era a única preocupação dos jesuítas, desde o celibato os sacerdotes eram alvos fáceis para especulações das mais variadas, incluindo sexuais. As práticas homossexuais envolvendo catamita ou "jovens cantores" eram associadas principalmente pela classe média trabalhadora com o luxo e a decadência da elite. Sabe-se que alguns desses homens eram bissexuais, visto que alguns deles procuravam  moças com a mesma frequência que procuravam seus servos masculinos.
A primeira lei contra a homossexualidade entrou em vigor na China durante a Dinastia Sung. Contudo, a lei não foi efetivamente cumprida. Ironicamente, o acontecimento mais devastador para os homossexuais chineses foi o conhecimento que veio após o Movimento de autofortalecimento, quando a homofobia foi importada pela China juntamente com a ciência e a filosofia do Ocidente.
O funcionário da dinastia Qing, Zhu Gui (1731-1807), um administrador e coletor de impostos à serviço de Fujian em 1765, quis melhorar as deficiências morais das pessoas de sua jurisdição promulgando uma proibição aos "cultos licenciosos", criticando o respeito que a população tinha por tais cultos. Um culto que ele considerou bastante problemático era o de Hu Tianbao, os homens vinham a procura da interseção dessa entidade para conseguir o amor de outro homem. O próprio Zhu Gui relata:
| “ | A imagem mostra dois homens abraçados, o rosto de um deles e envelhecido, enquanto o do outro é delicado e pálido. O templo deles é chamado de pequeno templo oficial. Todos esses velhacos pervertidos e sem vergonhas que ao ver rapazes desejam ter relações ilícitas com eles, pedem ajuda ao seu ídolo de gesso. Em seguida fazem planos para seduzir e obter o objeto de seus desejos. Isso é conhecido como "ajuda secreta de Hu Tianbao". Por fim, em agradecimento, todos lambuzam a boca da imagem com intestino de porco e açúcar | ” |

.
O amor homossexual era também celebrado na arte chinesa, muitas obras sobreviveram a vários eventos políticos recentes como a Revolução Cultural Chinesa durante o regime de Mao Tsé-Tung. Embora não haja grandes estátuas, muitos rolos de pergaminho e pinturas em seda encontram-se em coleções particulares.

### China moderna
Com a criação da República Popular da China em 1949, a tolerância da sociedade em relação a homossexualidade foi praticamente eliminada e a prática da homossexualidade tornou-se ilegal. O regime comunista perseguiu duramente os homossexuais, especialmente durante a Revolução Cultural. Os líderes comunistas chineses consideravam a homossexualidade como uma perversão do capitalismo e, portanto, uma prática contra a revolução que devia ser eliminada da sociedade. Embora não houvesse uma lei específica que enquadrasse a homossexualidade como um crime, os acusados de práticas homossexuais eram condenados a penas severas, incluindo a castração ou até mesmo a pena de morte, foram utilizadas uma série de leis vagas destinadas a manter a ordem social. A homofobia do regime também foi imposta pelas políticas sociais de casamentos forçados e medidas de ostracismo.
Após a morte de Mao Tsé-Tung, em 1976, ocorreu no regime um processo de reforma e abertura que possibilitou o abrandamento, já a partir de 1979, das medidas de controle e repressão a homossexualidade.

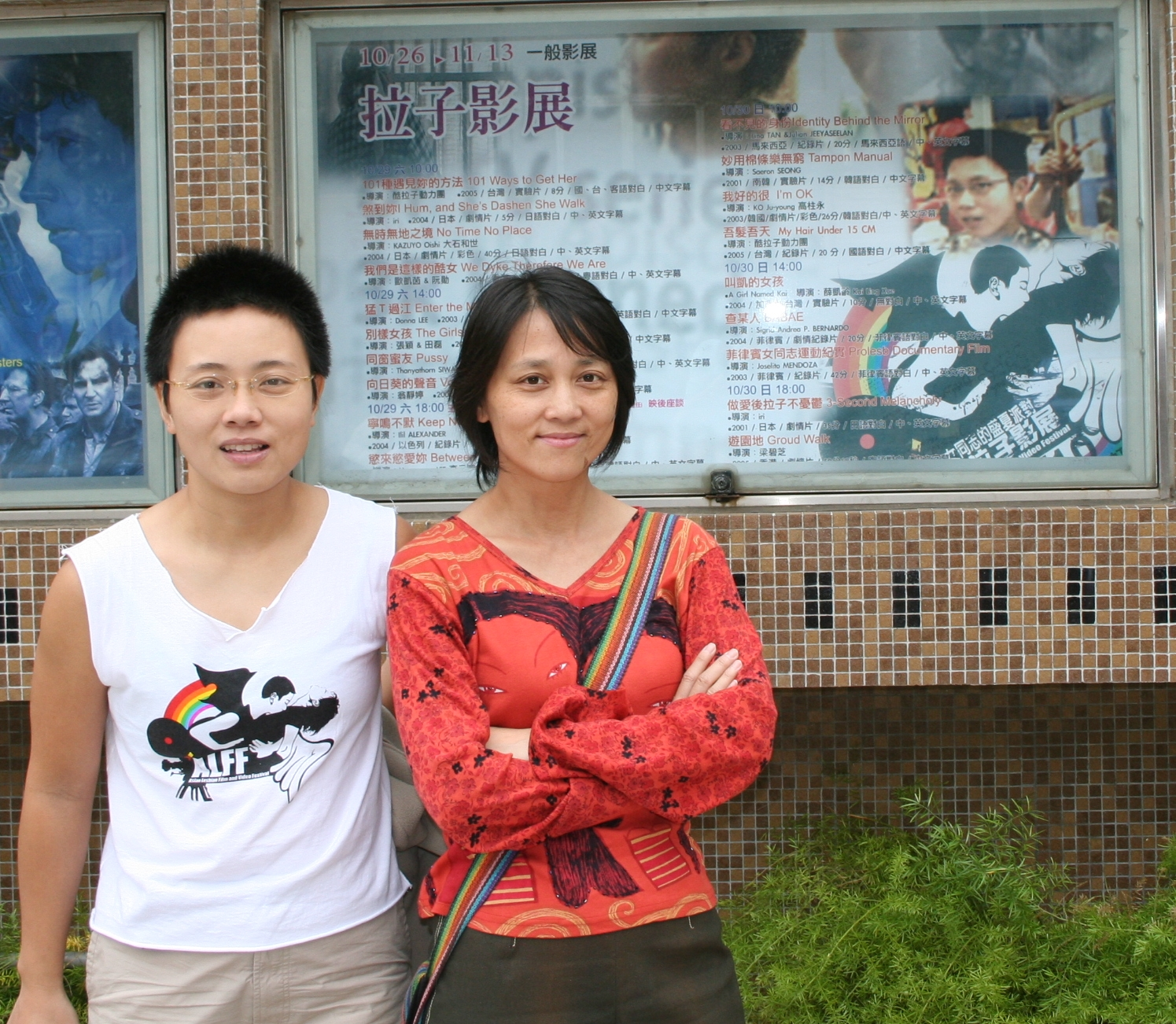
Chen Yu-Rong e Wang Ping, no "Asian Lesbian Film and Video Festival" realizado em Taiwan.

Importantes mudanças aconteceram no fim da década de 1990 e início da década de 2000. Em 20 de abril de 2001, a nova classificação dos transtornos mentais e seus critérios de diagnósticos na China removeu a homossexualidade de sua lista de doenças mentais.
A situação continuou a evoluir. Uma pesquisa na Internet de 2000 mostrou que a população da China está se tornando mais tolerante em relação a homossexualidade: entre as 10.792 pessoas ouvidas, 48,15% foram a favor, 30,9% reprovavam, 14,46% estavam indecisos e 7,26% se declararam neutros. A opinião sobre o assunto está mudando lentamente, sendo mais favorável em áreas urbanas do que nas zonas rurais.
Em 2005, as estatísticas oficiais publicadas pelo governo estimaram o número de homossexuais na China: pouco mais de 30 milhões. Este número é comparado com o percentual do resto do mundo e é considerado pouco confiável.
Outra pesquisa de 2008 realizada pelo sexólogo Li Yinhe mostra um retrato das atitudes da sociedade chinesa para com gays e lésbicas. Cerca de 191% dos entrevistados concordam que os homossexuais têm direitos iguais ao emprego e 80% pensam que os heterossexuais e os homossexuais são pessoas iguais. Por outro lado, uma ligeira maioria discordou em relação a uma pessoa abertamente gay trabalhar como professor e 40% disseram que a homossexualidade é "completamente errado." 
Estudiosos reclamam que o governo é muito indiferente sobre a questão gay e que não se esforça para discutir a situação homossexual no país. Em 2002, durante o Gay Games, evento desportivo que se realiza a cada quatro anos, apenas duas pessoas foram enviadas para defender a China continental. O mesmo evento recebeu pouca cobertura da grande mídia chinesa. Atualmente não existe uma lei explícita contra a homossexualidade mas também não há uma lei que proteja os homossexuais da discriminação. Acredita-se que na atual política chinesa em relação à causa gay permanecem os "Três nãos" (不支持, 不反对, 不提倡): Não aprova, não desaprova e não promove.
Na ausência de um sistema de classificação de conteúdo (no Brasil Departamento de Justiça, Classificação, Títulos e Qualificação, em Portugal Comissão de Classificação de Espectáculos), o governo chinês proíbe a exibição na TV e nos cinemas de filmes com temática homossexual considerando essas produções "inapropriadas".  Mesmo tendo recebido muita atenção do público em Taiwan, Hong Kong e outros lugares, o filme sobre homossexualidade (mas que também faz referência aos Protestos na Praça da Paz Celestial em 1989) Lan Yu ainda é proibido na China continental. Novas produções ocidentais como Brokeback Mountain, de 2006, tiveram o lançamento negado na China continental, mesmo com um grande público interessado já que o filme foi dirigido por Ang Lee. Em abril de 2004 a State Administration of Radio, Film, and Television (国家广播电影电视总局) iniciou uma campanha para remover conteúdo violento e sexual dos meios de comunicação, o que levou à proibição de programas que abordavam temas homossexuais por considerá-los contrários ao saudável modo de vida chinês.
Embora a presença de bares, boates, casas de chá, saunas e centros de apoio destinadas ao público gay seja mais visível nos grandes centros chineses como Pequim, Xangai, Guangzhou e Shenzhen, esses estabelecimentos também estão se tornando comuns em cidades secundárias como Xian, Dalian, Kunming. Ocasionalmente esses ambientes estão sujeitos a perseguição policial. Semelhante ao desenvolvimento do panorama homossexual em outros países, outros locais "de turismo" menos formais existem em parques, banheiros públicos, alamedas e centros comerciais. Ser homossexual é particularmente difícil em áreas rurais, na China ainda mais, visto que a imensa maioria da população vive nessas áreas sem acesso a internet e com poucas possibilidades de fixar residência na cidade. Os camponeses em geral não falam sobre homossexualidade, e quando falam, consideram uma doença.
Muitos casos mostram que os homossexuais precisam resistir ao preconceito do sistema judicial e das ações da polícia. Em outubro de 1999, a Corte de Pequim decretou que a homossexualidade era  "anormal e inaceitável para a sociedade chinesa"  essa foi a primeira vez que uma postura oficial foi declarada de forma aberta.
As propostas de projetos de leis sobre casamentos homossexuais apresentadas na Assembleia Popular Nacional, foram rejeitadas em 2003, 2004 e 2006.

### Casamentos homossexuais na China
Durante a avaliação da emenda da Lei do casamento na China continental em 2003, houve a primeira discussão sobre o casamento entre pessoas do mesmo sexo. Embora esse assunto fosse rejeitado, essa foi a primeira vez que um item dos direitos dos homossexuais foi discutido no país. Entretanto, pouco tempo depois que a nova lei sobre o casamento entrou em vigor, um oficial declarou numa coletiva de imprensa que o casamento entre pessoas do mesmo sexo ainda era proibido na China. Essa declaração foi feita em 19 de agosto de 2003.
Li Yinhe (李銀河), socióloga e sexóloga muito conhecida entre a comunidade gay chinesa, tentou legalizar o casamento homossexual várias vezes, inclusive durante a Assembleia Popular Nacional em 2000 e 2004. De acordo com a lei chinesa, são necessárias as assinaturas de pelo menos 35 representantes para fazer uma matéria virar um projeto de lei e então ser discutida no Congresso. Os esforços de Li falharam devido a falta de apoio dos representantes. Muitos estudiosos, assim como gays e lésbicas, acreditam que será difícil a aprovação de uma lei como esta na China em um futuro próximo.
Durante a Assembleia Popular Nacional de 2006 e, novamente, em 2007, Li propôs o projeto de lei sobre o casamento entre pessoas do mesmo sexo outra vez. Na ocasião, alguns web sites ligados à comunidade gay pediram aos seus membros que assinassem petições em apoio ao projeto. Contudo, em ambas as vezes esse projeto foi rejeitado.

### Hong Kong
Ainda sob o domínio britânico, as práticas homossexuais em Hong Kong eram ilegais até 1991, sendo a pena máxima de prisão perpétua. O Conselho Legislativo de Hong Kong decidiu descriminalizar a sodomia, após um debate público que aconteceu durante os anos 1980. No entanto, as duas propostas de introdução de leis antidiscriminação foram rejeitadas em 1993 e 1997.
No entanto, em Hong Kong há fortes organizações que lutam pelos direitos dos homossexuais, como Rainbow Action e Tongzhi Culture Society. Em 2003, a Igreja Católica de Hong Kong publicou um artigo contra o casamento gay, o que foi respondido por um grupo de manifestantes que invadiu uma igreja interrompendo uma missa.
Até 2005 a lei sobre a idade de consentimento sexual era discriminatória, sendo a idade legal para homossexuais acima de 21 anos. Em 2005, o Supremo Tribunal de Hong Kong julgou o caso de William Roy Leung afetando a lei e causando grande debate na comunidade. O juiz Hartmann considerou que a legislação existente era discriminatória para com os homens homossexuais e decidiu que era inconstitucional. Em 2006 foi estabelecida a idade de consentimento para todos que tinham 16 anos.

### Macau
Em Macau a homossexualidade nunca foi penalizada. A idade de consentimento sexual é igualitária e é estabelecida aos 17 anos. De acordo com o Código Penal de Macau, artigos 166 e 168, é condenado a uma pena superior a 10 anos todo aquele que tenha relações com um menor de 14 anos, e 4 anos de prisão se a relação for com um menor entre 14 e 16 anos.